# 13387 Irus
13387 Irus eller 1998 YW6 är en trojansk asteroid i Jupiters lagrangepunkt L4. Den upptäcktes 22 december 1998 av Farra d'Isonzo-observatoriet i Farra d'Isonzo. Den är uppkallad efter Irus i den grekiska mytologin.
Asteroiden har en diameter på ungefär 19 kilometer.